# قرغن
قرغن (بالفارسية: قرغن) هي قرية تقع في قسم كناررودخانه الريفي في إيران. يقدر عدد سكانها بـ 159 نسمة بحسب إحصاء 2016.